# Figaro-Polka
Figaro-Polka, op. 320, är en polka av Johann Strauss den yngre. Den framfördes första gången den 30 juli 1867 på Världsutställningen i Paris.

## Historia

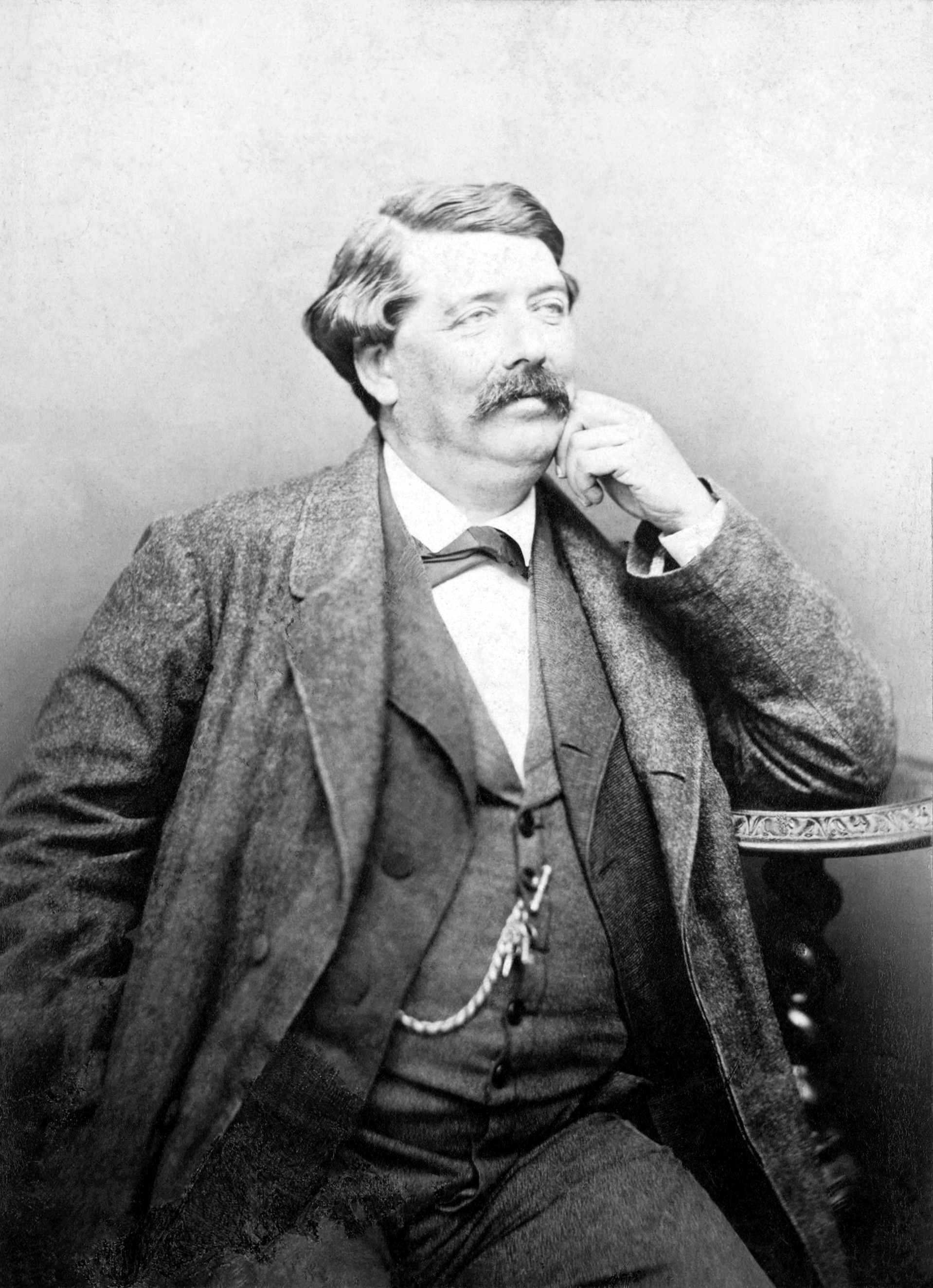
Hippolyte de Villemessant.

En världsutställning planerades att hållas i Paris sommaren 1867. Det var den fjärde sådan (föregångare: Londonutställningen 1851 och 1862 samt Paris 1855) och man hoppades att denna industriella show skulle ge sensationella resultat med tanke på den snabba tekniska utvecklingen. I Paris hade Johann Strauss för avsikt att hålla konserter vid sidan om världsutställningen för att presentera sig för den internationella publiken. Planen kunde genomföras när Comte Charles Xavier Eustache d'Osmond dök upp på karnevalen i Wien 1866 och vid detta tillfälle föreslog att Strauss borde ge ett antal konserter i Paris. Efter påsken for Johann Strauss och hans broder Josef Strauss till Paris för att sondera terrängen och möjligheterna att konsertera under Världsutställningen 1867. I slutändan blev det endast Johann Strauss som for till Paris, och det i sällskap med sin hustru Jetty som aktivt uppmuntrade honom i projektet. Då Straussorkestern var upptagen med engagemang i Wien under Josef och Eduard Strauss ledning nådde Johann en uppgörelse med musikdirektören Benjamin Bilse som innebar att de två gemensamt skulle turas om att dirigera Bilses orkester i Paris.
Till en början väckte konserterna föga intresse från parisarna, delvis på grund av det stora utbudet av nöjen. Jetty skrev till en vän den 15 juni: "Början var väldigt svår då man inte ville spendera mellan 6 och 10 000 francs på annonser och reklam... vi fick vänta tills allt blev känt på egen hand. Och det är vad som hände!" En bidragande hjälpinsats fick Strauss från chefredaktören för tidningen "Le Figaro": Hippolyte de Villemessant. I en serie artiklar hänvisade tidningen från och med den 24 maj till orkesterns konserter och framför allt till personen Johann Strauss. Publiken flockades till konserterna och höjdpunkten nåddes då Strauss blev inbjuden att spela på en bal given av furstinnan Pauline von Metternich på den österrikiska ambassaden den 28 maj. Jetty skrev: "Jean [Johann] är nu salongslejonet här, och ingen har haft maken till succé på flera år. Det råder feberstämning och allt är kolossalt lyckosamt... Vi kan inte endast betala våra skulder här i Paris, utan hyser även hopp om en nätt liten vinst". 
Strauss återgäldade skulden till de Villemessant genom att tillägna honom den specialkomponerade polkan Figaro-Polka, vars klaverutdrag (arrangerad av Ferdinand Dulcken) gavs ut i tryck den 28 juli i "Paris Magazine". "Le Figaro" publicerade polkan två dagar senare, samma dag som Strauss dirigerade Bilses orkester i det första framförandet av polkan vid en konsert i "Cercle International" inne på utställningsområdet. de Villemessant tackad för polkan genom att ge en bankett för Strauss och hans hustru. Det dröjde till den 19 januari 1868 innan wienarna fick tillfälle att höra polkan. Det skedde vid en promenadkonsert i Blumen-Säle der Wiener Gartenbaugesellschaft, då även polkan Stadt und Land (op. 322) framfördes.

## Om polkan
Speltiden är ca 5 minuter och 3 sekunder plus minus några sekunder beroende på dirigentens musikaliska tolkning.